# Ramegnies-Chin
Ramegnies-Chin est un village de Wallonie picarde et de la Flandre romane se trouvant au bord de l'Escaut (rive gauche), à 5 km au nord de la ville de Tournai, dans la province de Hainaut. Administrativement il fait partie de la commune et ville de Tournai en Région wallonne (Belgique). C'était une commune à part entière avant la fusion des communes de 1977.

## Évolution démographique
- Sources : INS, Rem. : 1831 jusqu'en 1970 = recensements, 1976 = nombre d'habitants au 31 décembre.

## Héraldique
|  | Blasonnement : Parti : au 1er d'azur à un croissant accompagné de trois étoiles à cinq rais, le tout d'or, qui est de Sourdeau ; au 2e d'azur à une rose d'or, au chef du même chargé de trois étoiles à cinq rais rangées de gueules, qui est de Bargibant. - Arrêté royal : 3 juillet 1925 Source du blasonnement : Blason de Ramegnies-Chin sur le site Heraldry-wiki.com |

## Patrimoine et culture

### Patrimoine architectural
- Les Religieuses de Saint-André, une congrégation religieuse féminine fondée à Tournai en 1231, ont établi leur maison généralice et pensionnat à Ramegnies-Chin, après la Seconde Guerre mondiale, leur couvent de Tournai ayant été totalement détruit lors du bombardement de la ville.
- La gare de Froyennes, sur la ligne 94 des chemins de fer belges, dessert le village.

## Économie

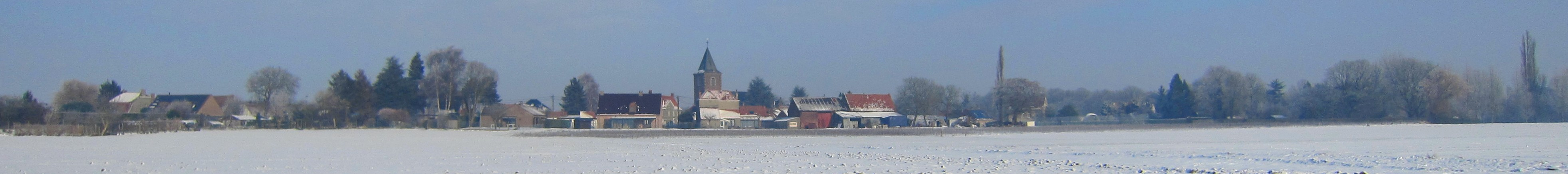
Ramegnies-Chin.